# Gare de Marchin
La gare de Marchin est une ancienne gare ferroviaire belge de la ligne 126, de Statte à Ciney située au hameau des Forges sur le territoire de la commune de Marchin, dans la province de Liège en Région wallonne.

## Situation ferroviaire
La gare de Marchin se trouvait au point kilométrique (PK) 4,70 de la ligne 126, de Statte à Ciney, entre le point d'arrêt de Fleury (ouvert en 1946) et la gare de Régissa.

## Histoire
La section de Statte à Modave via Huy-Sud est mise en service le 22 novembre 1872 par la Compagnie du chemin de fer Hesbaye-Condroz et prolongée vers Ciney en 1877. En 1875, elle remet à bail l'exploitation de son réseau aux Chemins de fer de l'État belge. La ligne, traversant la commune de Marchin, est établie au fond de la vallée encaissée du Hoyoux, où s'implanteront plusieurs industries utilisant l'énergie hydraulique de ce cours d'eau.
Malgré cela, il n'y a pas de gare ouverte au public, les usines de Marchin possédant seulement une gare privée pour le transport de matières premières, mentionnée en 1980, où quelques trains d'ouvriers marquent l'arrêt. Il n'y a alors aucune station entre Huy-Sud et Barse, laquelle se trouve à 4 900 m en direction de Modave.
Les Chemins de fer de l'État belge finissent par décider de la transformation de la gare privée en halte ouverte aux voyageurs et bagages le 15 octobre 1883. À partir de 1889, elle permet également la réception de marchandises des catégories 1, 2 et 4 ; la gare de Régissa (autre gare privée transformée à cette époque) est quant à elles pourvue des mêmes installations et reçoit aussi les bestiaux et tapissières. Un "élargissement de la gamme services disponibles en gare" est mentionné en 1900, il correspond peut-être à la date de construction du bâtiment de la gare.
La SNCB supprime les trains de voyageurs de la ligne 126 le 11 novembre 1962, puis ceux de marchandises au sud de Marchin en 1964. Le bâtiment de la gare finit par disparaître.
La ligne reste utilisée, en exploitation simplifiée, pour desservir l'usine sidérurgique ArcelorMittal de Marchin, anciennement TDM.

## Patrimoine ferroviaire
Plus récent que les gares d'origine de la ligne, le bâtiment des recettes de Marchin appartient au plan type 1893. Celui de Marchin a une façade dépouillée et possède une aile basse de six travées accueillant la salle d'attente et les colis. Il apparaît stylistiquement proche du bâtiment, désormais restauré, de la gare de Bormenville.
Il ne reste plus de traces des installations de la gare ; l'usine s'est agrandie en appropriant son emplacement.

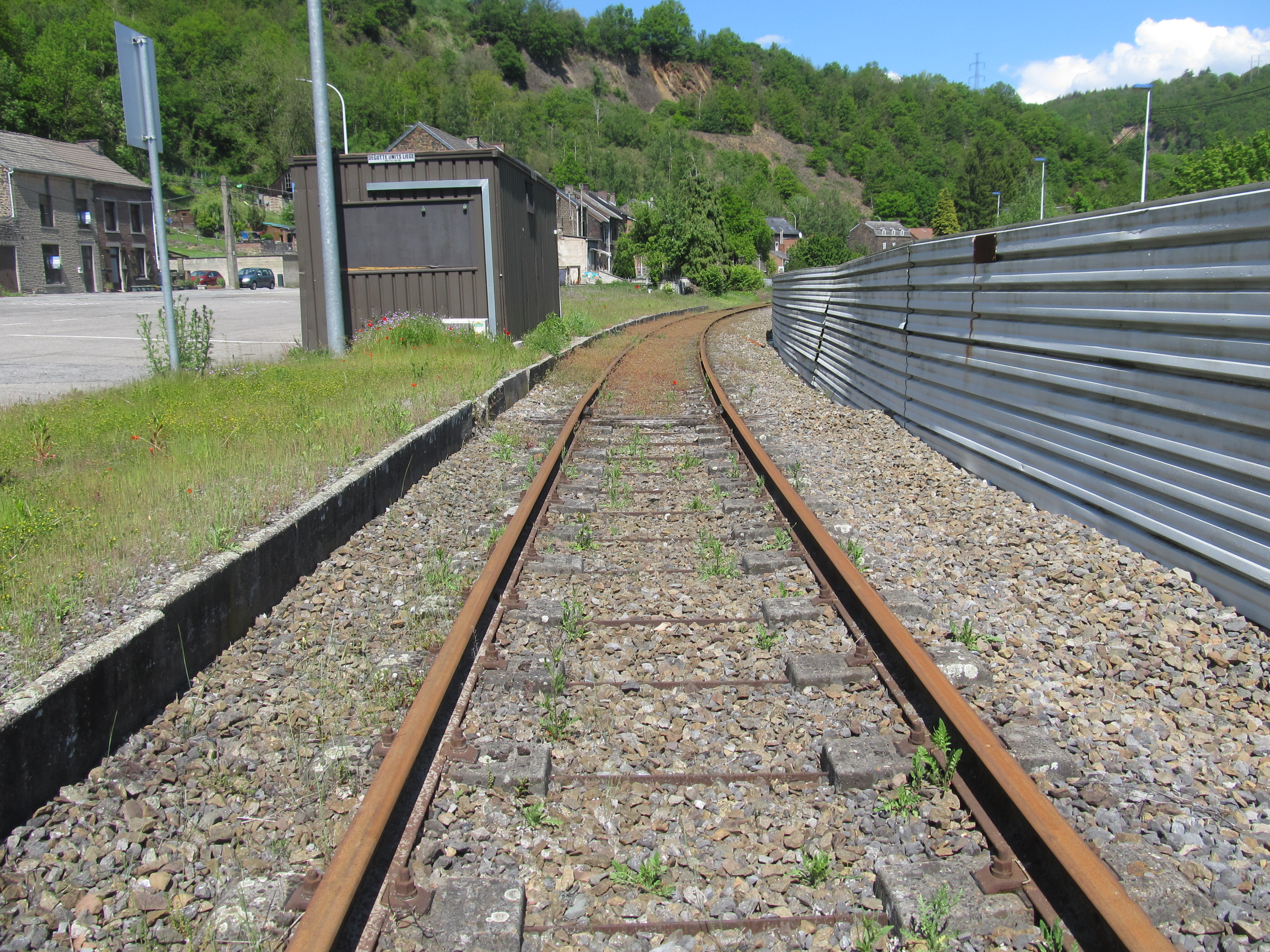
Tiroir du raccordement, sur la ligne 126.
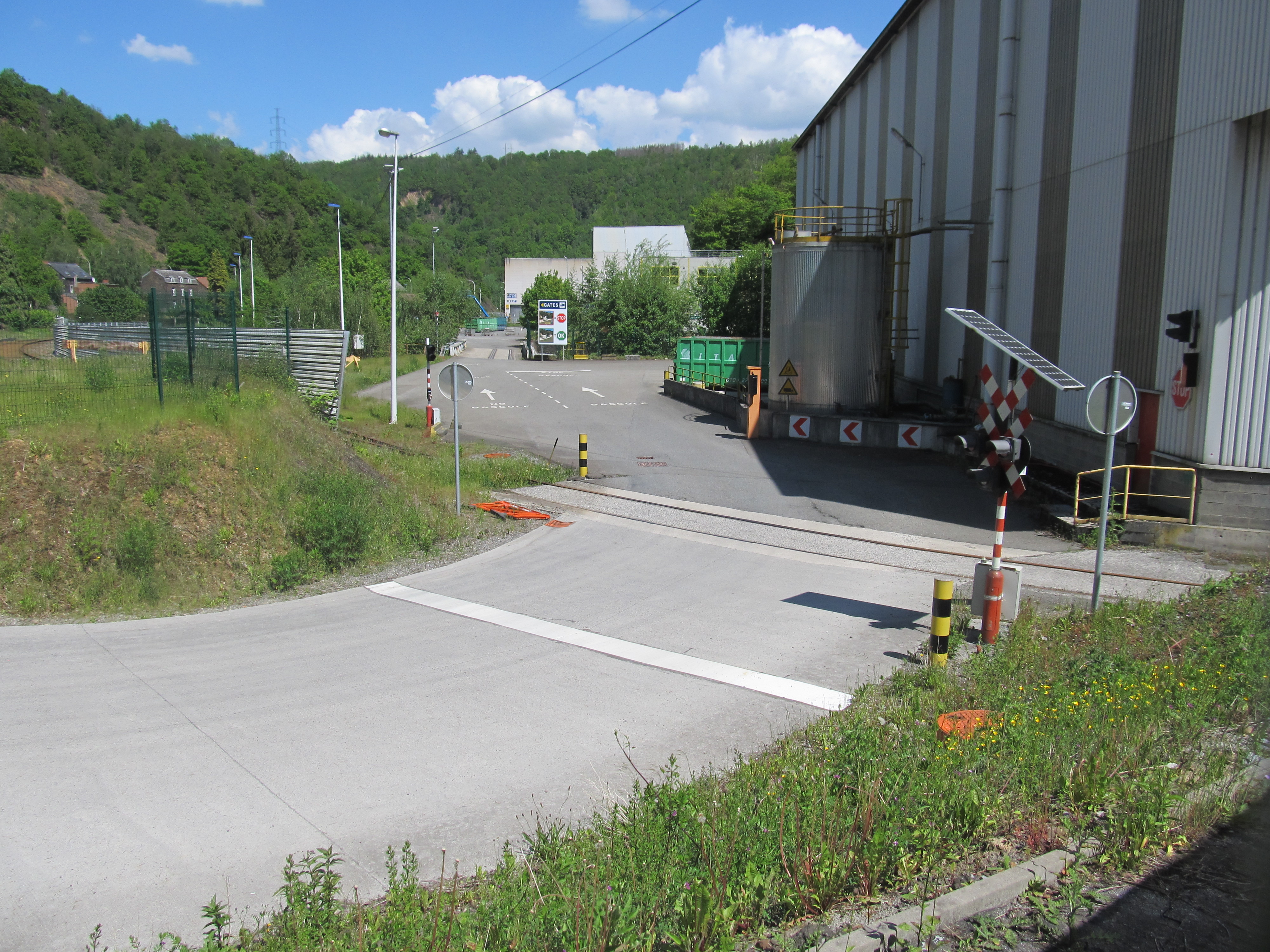
Voies de l'usine.
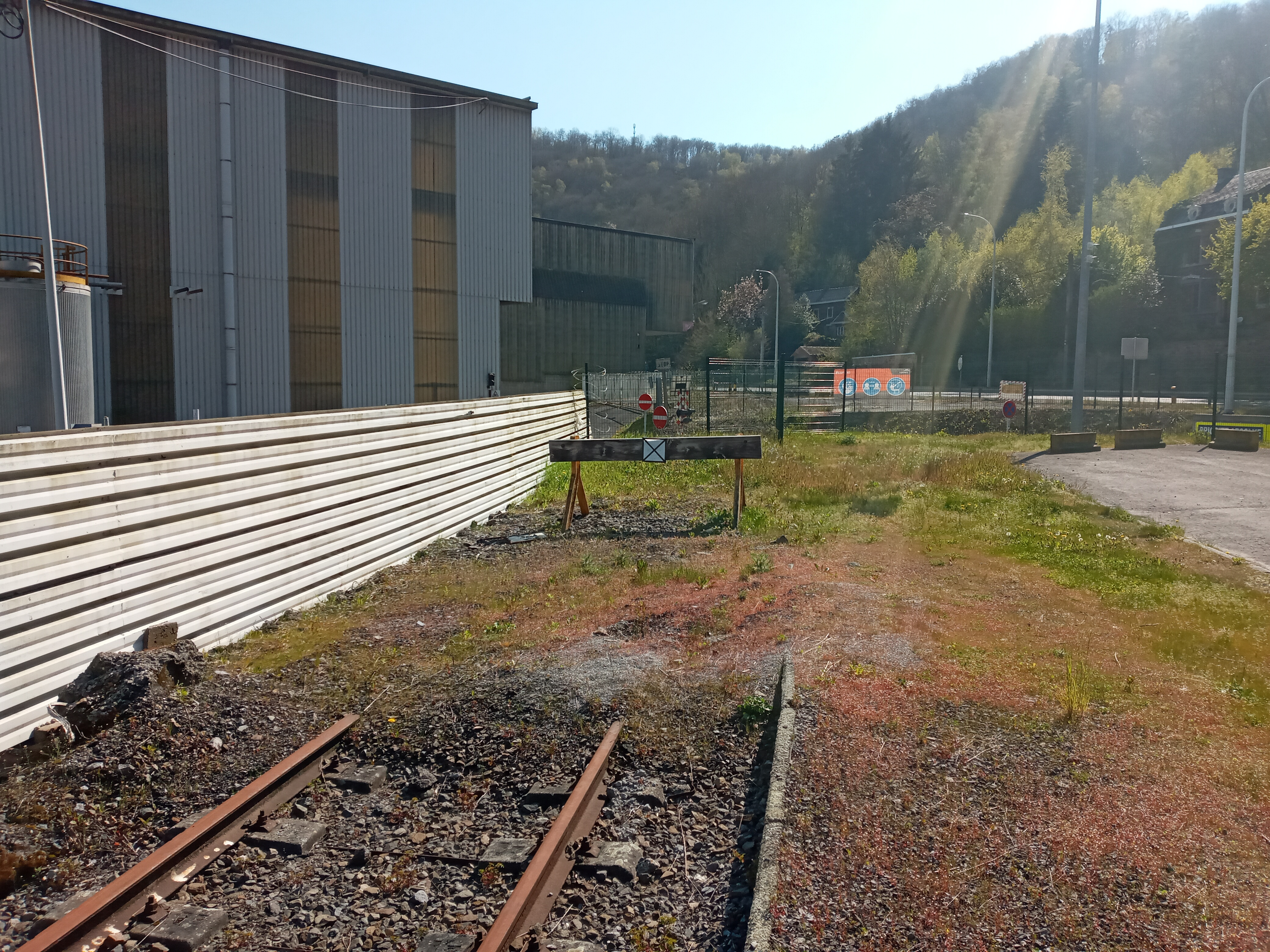
La ligne est démontée au sud de Marchin.